# 라크구

코트디부아르 라크구

라크구(프랑스어: District des Lacs)는 코트디부아르 중부에 위치한 구로 행정 중심지는 딤보크로이며, 면적은 26,100km2이다. 북쪽으로는 발레뒤방다마구, 북동쪽으로는 잔잔구, 동쪽으로는 코모에구, 남쪽으로는 라귄구, 남서쪽으로는 고지부아구, 서쪽으로는 야무수크로 자치구, 사산드라마라우에구와 접한다.

## 신설
2011년 코트디부아르의 행정 구역 개편으로 신설되었다. 이 지역의 영토는 은지코모에주와 라크주의 이전 지역을 합병하고 야무수크로의 지역을 제거함으로써 구성되었다.

## 행정 구역
4개 주, 13개 도를 관할한다.
- 벨리에주
  - 디디에비도
  - 제카누도
  - 티에비수도
  - 투모디도
- 이푸주
  - 다우크로도
  - 음바이아크로도
  - 프리크로도
- 모로누주
  - 아라도
  - 봉구아누도
  - 음바토도
- 은지주
  - 보칸다도
  - 딤보크로도
  - 쿠아시쿠아시크로도

## 인구
2021년 인구 조사에 따르면 라크구의 인구는 1,488,531명이다. 인구 밀도는 2021년 인구 조사 기준으로 57.03명/km2이다.